# Dagbladpers in Suriname
De dagbladpers in Suriname bestaat uit zes kranten, waaronder vier Nederlandstalige: De West, De Ware Tijd, Dagblad Suriname en Times of Suriname.

## Geschiedenis van de Surinaamse dagbladpers
Door de eeuwen heen is er altijd een ruim aanbod aan Nederlandstalige kranten in Suriname geweest. Met name in de periode 1746-1810 was er een grote verscheidenheid aan kranten. De pers concentreerde en concentreert zich nog steeds hoofdzakelijk in Paramaribo.

### Periode 1774-1816
In deze periode ontwikkelde de Surinaamse pers gaandeweg een eigen stemgeluid. De inhoud van de kranten werd gecontroleerd door de koloniale overheid, maar toch poogden de kranten hun eigen stijl te ontwikkelen. De grenzen van de voorgeschreven kaders werden opgezocht, met name in opiniërende stukken.
De eerste Nederlandstalige krant in Suriname was De Weeklyksche Woensdaagsche Surinaamsche Courant, deze werd voor het eerst gedrukt in 1774. Vanaf 1785 verschenen er meerdere andere kranten.

### Periode 1816-1850
Vanaf 1816 werd de Surinaamse pers gekenmerkt door sterke controle en censuur door de koloniale overheid. Dit uitte zich onder andere in een grote hoeveelheid overheidsadvertenties in de dagbladen. Er verscheen weinig nieuws over Suriname zelf: er werd niet bericht over de grote branden in Paramaribo (in 1821 en 1832), en over de afschaffing van de Slavernij verschenen er slechts enkele kleine bijdragen. Het is duidelijk dat de koloniale overheid het vizier van de dagbladen vooral op Nederland deed richten.

### Periode 1850-1937
Deze periode stond vooral in het teken van het verschijnen van steeds meer kranten, met name kranten van gekleurde Surinamers. Dit hield verband met de afschaffing van de slavernij, op 1 juli 1863. Exact op deze datum verscheen een nieuwe krant, De West-Indiër (1863-1898).

Een andere belangrijke ontwikkeling was het vaststellen van het regeringsreglement van 1865, waarin de vrijheid van drukpers werd vastgelegd. Dit was een belangrijke aanleiding voor het ontstaan van oppositiebladen. Binnen nieuwe kranten als Koloniaal Nieuwsblad: Suriname (1871-1971) en De West (1909-heden) speelde een groot deel van de politieke strijd zich af. De overheid maande deze kranten vaak aan hun toon te matigen.

### Periode 1937-1960
Tijdens de oorlog was sprake van een scherpe censuur binnen de Surinaamse pers. Na de oorlog ontstonden nieuwe politieke partijen die hun spreekbuis vaak in de kranten vonden. Diverse politici, zoals Percy Wijngaarde en David Findlay van de NPS, waren tevens eigenaar van kranten: Wijngaarde van Suriname en Findlay van De West. Vanaf 1954 werd Suriname een autonoom rijksdeel binnen het Koninkrijk der Nederlanden.
Tijdens de jaren vijftig was er nog steeds sprake van veel menging tussen de dagbladpers en de politiek: veel politieke conflicten werden via de kranten uitgevochten. Met dit in het achterhoofd richtten de makers van De Ware Tijd (hoofdredacteur Alfred Morpurgo, later Leo Morpurgo) in 1957 hun nieuwe krant op, die een tegenwicht moest bieden aan de gepolariseerde situatie in de Surinaamse dagbladpers.

### Jaren zestig
In de jaren zestig was er sprake van een explosieve groei van de journalistiek. Drie dagbladen beheersten de markt, namelijk Suriname (1872), de West (1909) en De Ware Tijd (afsplitsing van De Tijd, 1957). De drie hoofdredacteuren van deze kranten waren allen geheel of gedeeltelijk eigenaar van het krantenbedrijf, inclusief de drukkerij.

De kranten zelf verschenen niet in heel grote oplages; in totaal is de oplage van de drie kranten ongeveer 18.000 (±7.000 van De West en De Ware Tijd en ±4.000 van Suriname).

### Jaren zeventig
Ook in de jaren zeventig werd de Surinaamse pers gedomineerd door drie grote dagbladen, al was er een verandering met de jaren zestig: de krant Suriname hield op te bestaan, en er kwam in 1969 een nieuwe krant bij: de Vrije Stem (van journalist Wilfred Lionarons). Veel bladen hadden in de jaren zeventig een linkse toon.

### Jaren tachtig
Tijdens de militaire dictatuur van Desi Bouterse (1980-1988) mocht alleen De Ware Tijd verschijnen. Alle andere kranten werden een tijdlang verboden.

### Jaren negentig
Vanaf 1998 was er steeds minder sprake van intimidatie van journalisten en verslaggevers. Toch ontbraken er nog vaak objectieve analyses van maatschappelijke kwesties in veel kranten, en als ze er waren, werden ze meestal door freelancers geschreven. Hiermee dekten kranten zich eigenlijk in: zij konden minder snel aansprakelijk worden gesteld voor hun kritiek op politieke en maatschappelijke kwesties. Er heerste bij de dagbladen een angst voor ingrepen die de regering kon plegen, zoals bijvoorbeeld het uitsluiten van persconferenties. Een recent voorbeeld hiervan vond plaats in 2011, toen de regering twee Surinaamse kranten aansprak op hun manier van berichtgeving. Voorlichting en Informatie van de regering stelde toen: "De wijze waarop de kranten de West en Dagblad Suriname menen inhoud te moeten geven aan de persvrijheid is betreurenswaardig". Beide kranten werden uitgesloten voor persconferenties. Journalistenvereniging SVJ kwam tot de conclusie dat de persvrijheid in deze situatie in het geding was.

### 21ste eeuw
Op dit moment zijn er vier Nederlandstalige kranten in Suriname. Drie van de vier zijn ochtendbladen, namelijk De Ware Tijd, Dagblad Suriname en Times of Suriname. Een van de kranten, De West, is een avondblad. (N.B.: ook  de Ware Tijd komt 's avonds uit.)
Enkele kenmerken van deze bladen:
- De West kenmerkt zich door een grote advertentieruimte, een speciale pagina met Nederlands nieuws en veel achtergrondinformatie over belangrijke onderwerpen, onder andere door scherp redactioneel commentaar. De redactie van de West bestaat uit 16 krachten die worden bijgestaan door een aantal freelancers.
- De Ware Tijd is na de periode waarin zij de enige krant was die was toegestaan -tijdens het militaire regime - een tijd bezig geweest met het herwinnen van haar geloofwaardigheid. Dit wordt vooral gedaan door middel van diverse en kwalitatief hoge berichtgeving. Ook heeft de zaterdageditie van deze krant een literaire pagina sinds 1986 (opgericht door Michiel van Kempen, daarna onder hoofdredactie van Els Moor). De redactie van De Ware Tijd bestaat uit 20 redactieleden.
- Dagblad Suriname vestigt de aandacht minder op Nederland, maar richt zich des te meer op het nieuws uit de Caribische regio. De redactie van deze krant bestaat uit 25 medewerkers.
- Times of Suriname richt zich op de gemiddelde Surinamer. De krant wordt vrij beeldend gemaakt, elke dag verschijnen er veel foto's, met o.m. veel showbizz-nieuws. Ook is er een Engelstalige rubriek. De redactie van de Times of Suriname telt 30 medewerkers.[3]

Doordat de verhoudingen binnen de media de laatste aantal jaren sterk veranderen, hebben de kranten hun koers en aandachtspunten aangepast. Enkele veranderingen in de aanpak van de kranten zijn:
- Meer aandacht op uitgebreide achtergrondinformatie over binnenlandse gebeurtenissen
- Meer aandacht voor internationale berichtgeving
- Grotere objectiviteit, ook in redactionele commentaren
- Minder nadruk op het feitelijke nieuws, meer nadruk op de achtergrond en volledigheid van dit nieuws[3]

#### Internet
De Surinaamse dagbladen hebben ieder een eigen website. Twee nieuwswebsites die niet gebonden zijn aan een van de vier kranten zijn Starnieuws en Suriname Herald.

## Persvrijheid en censuur
Binnen de geschiedenis van de Surinaamse pers zijn er veel gevallen van censuur geweest. Politiek en dagbladen stonden vaak op gespannen voet met elkaar. Ten eerste omdat er vaak sprake was van inmenging van politieke opinies van partijen zelf, ten tweede omdat de politiek vaak bepaalde opinies juist censureerde.

### Regering-Emanuels enDe West
In 1962 trad het kabinet-Emanuels op tegen De West, omdat het de inhoud van deze oppositiekrant niet kon waarderen. De gevolgen voor De West waren het verdwijnen van overheidsadvertenties en het stopzetten van alle regeringsabonnementen.

### De stakingen van 1973
Tijdens de stakingen van 1973 probeerde het kabinet-Sedney de Surinaamse dagbladpers onder controle te houden, door hen te verbieden gevoelige zaken te publiceren. Toen dit mislukte, werden in februari zestien mensen gearresteerd, onder wie een flink aantal journalisten van Surinaamse dagbladen.

### Initiatieven voor meer persvrijheid
In 1973 werd door de journalisten Leo Morpurgo en Jozef Slagveer de Surinaamse Journalisten Kring (SJK) opgericht, die zich in ging zetten voor de vrijheid van drukpers.